# Iryna Burjatschok
Iryna Burjatschok (ukrainisch Ірина Бурячок, engl. Transkription Irina Buryachok; * 5. Juli 1986) ist eine ehemalige ukrainische Tennisspielerin.

## Karriere
Burjatschok, die laut Spielerprofil Sandplätze bevorzugte, begann im Alter von neun Jahren mit Tennis.
Sie gewann auf ITF-Turnieren vier Einzel- und 13 Doppeltitel. Ihre größten Erfolge erzielte sie jedoch beim WTA-Turnier in Baku, bei dem sie 2012 und 2013 jeweils die Doppelkonkurrenz gewinnen konnte.
Im März 2014 erreichte sie mit Platz 66 ihr bestes Ranking in der Doppelweltrangliste.
Seit ihrer Auftaktniederlage beim WTA-Doppelturnier in Istanbul im Juli 2014 ist sie auf der Damentour nicht mehr angetreten. In den Weltranglisten wird sie seit 2015 nicht mehr geführt.

## Turniersiege

### Einzel
| Nr. | Datum          | Turnier    | Kategorie   | Belag | Finalgegnerin          | Ergebnis       |
| --- | -------------- | ---------- | ----------- | ----- | ---------------------- | -------------- |
| 1.  | 30. April 2006 | Cavtat     | ITF $10.000 | Sand  | Caroline Maes          | 3:6, 6:4, 6:1  |
| 2.  | 2. Mai 2009    | Brescia    | ITF $10.000 | Sand  | Anna-Giulia Remondina  | 6:3, 6:3       |
| 3.  | 14. Juni 2009  | Campobasso | ITF $25.000 | Sand  | Nathalie Vierin        | 6:4, 6:4       |
| 4.  | 21. Mai 2011   | Brescia    | ITF $25.000 | Sand  | Giulia Gatto-Monticone | 6:75, 6:2, 6:2 |

### Doppel
| Nr. | Datum           | Turnier         | Kategorie         | Belag           | Partnerin              | Finalgegnerinnen                           | Ergebnis          |
| --- | --------------- | --------------- | ----------------- | --------------- | ---------------------- | ------------------------------------------ | ----------------- |
| 1.  | Februar 2005    | Portimão        | ITF $10.000       | Hartplatz       | Olga Panowa            | Anaïs Laurendon Linda Smoleňáková          | 6:4, 6:2          |
| 2.  | April 2005      | Ramat haScharon | ITF $10.000       | Hartplatz       | Charlène Vanneste      | Jessie De Vries Pemra Özgen                | 6:1, 6:2          |
| 3.  | September 2008  | Innsbruck       | ITF $10.000       | Sand            | Oksana Kalaschnikowa   | Conny Perrin Nicole Riner                  | 3:6, 6:3, [10:7]  |
| 4.  | April 2009      | Bari            | ITF $25.000       | Sand            | Renata Voráčová        | Johanna Larsson Anna Smith                 | 5:7, 6:2, [10:5]  |
| 5.  | Mai 2009        | Brescia         | ITF $10.000       | Sand            | Marlot Meddens         | Elena Pioppo Lisa Sabino                   | 6:4, 2:6, [14:12] |
| 6.  | Juli 2009       | Bucha           | ITF $25.000       | Sand            | Oksana Teplyakova      | Jewgenija Paschkowa Anastassija Wassyljewa | 6:4, 6:4          |
| 7.  | August 2009     | Innsbruck       | ITF $10.000       | Sand            | Julia Mayr             | Chloé Babet Valentine Confalonieri         | 6:1, 6:72, [10:8] |
| 8.  | März 2010       | Buchen          | ITF $10.000       | Teppich (Halle) | Amra Sadiković         | Simona Dobrá Tereza Hladíková              | 7:5, 6:3          |
| 9.  | April 2010      | Bari            | ITF $25.000       | Sand            | Anastassija Piwowarowa | Giulia Gatto-Monticone Federica Quercia    | 6:73, 6:4, [10:4] |
| 10. | Juni 2010       | Sarajevo        | ITF $25.000       | Sand            | Irena Pavlovic         | Nicole Clerico Karolina Kosińska           | 6:1, 6:1          |
| 11. | Februar 2011    | Mallorca        | ITF $25.000       | Sand            | Iryna Kurjanowitsch    | Iveta Gerlová Lucie Kriegsmannová          | 7:5, 6:2          |
| 12. | September 2011  | Tiflis          | ITF $25.000       | Sand            | Réka Luca Jani         | Elena Bogdan Andrea Koch Benvenuto         | 7:63, 6:2         |
| 13. | 28. Juli 2012   | Baku            | WTA International | Hartplatz       | Walerija Solowjowa     | Eva Birnerová Alberta Brianti              | 6:3, 6:2          |
| 14. | 11. Januar 2013 | Quanzhou        | ITF $50.000       | Hartplatz       | Nadija Kitschenok      | Liang Chen Sun Shengnan                    | 3:6, 6:3, [12:10] |
| 15. | 28. Juli 2013   | Baku            | WTA International | Hartplatz       | Oksana Kalaschnikowa   | Eleni Daniilidou Aleksandra Krunić         | 4:6, 7:63, [10:4] |

## Abschneiden bei Grand-Slam-Turnieren

### Einzel
| Turnier         | 2009 | 2010 | Karriere |
| --------------- | ---- | ---- | -------- |
| Australian Open | —    | —    | —        |
| French Open     | —    | Q2   | —        |
| Wimbledon       | —    | Q1   | —        |
| US Open         | Q1   | —    | —        |

Zeichenerklärung: S = Turniersieg; F, HF, VF, AF = Einzug ins Finale / Halbfinale / Viertelfinale / Achtelfinale; 1, 2, 3 = Ausscheiden in der 1. / 2. / 3. Hauptrunde; Q1, Q2, Q3 = Ausscheiden in der 1. / 2. / 3. Runde der Qualifikation; n. a. = nicht ausgetragen

### Doppel
| Turnier         | 2013 | 2014 | Karriere |
| --------------- | ---- | ---- | -------- |
| Australian Open | —    | 1    | 1        |
| French Open     | 1    | 1    | 1        |
| Wimbledon       | 1    | 1    | 1        |
| US Open         | 1    | —    | 1        |